# Mercedes-Benz 170 S
La Mercedes-Benz 170 S est une évolution du modèle 170 V apparu en 1949 sous le nom de code W 136 IV.

## Modèle 170 S

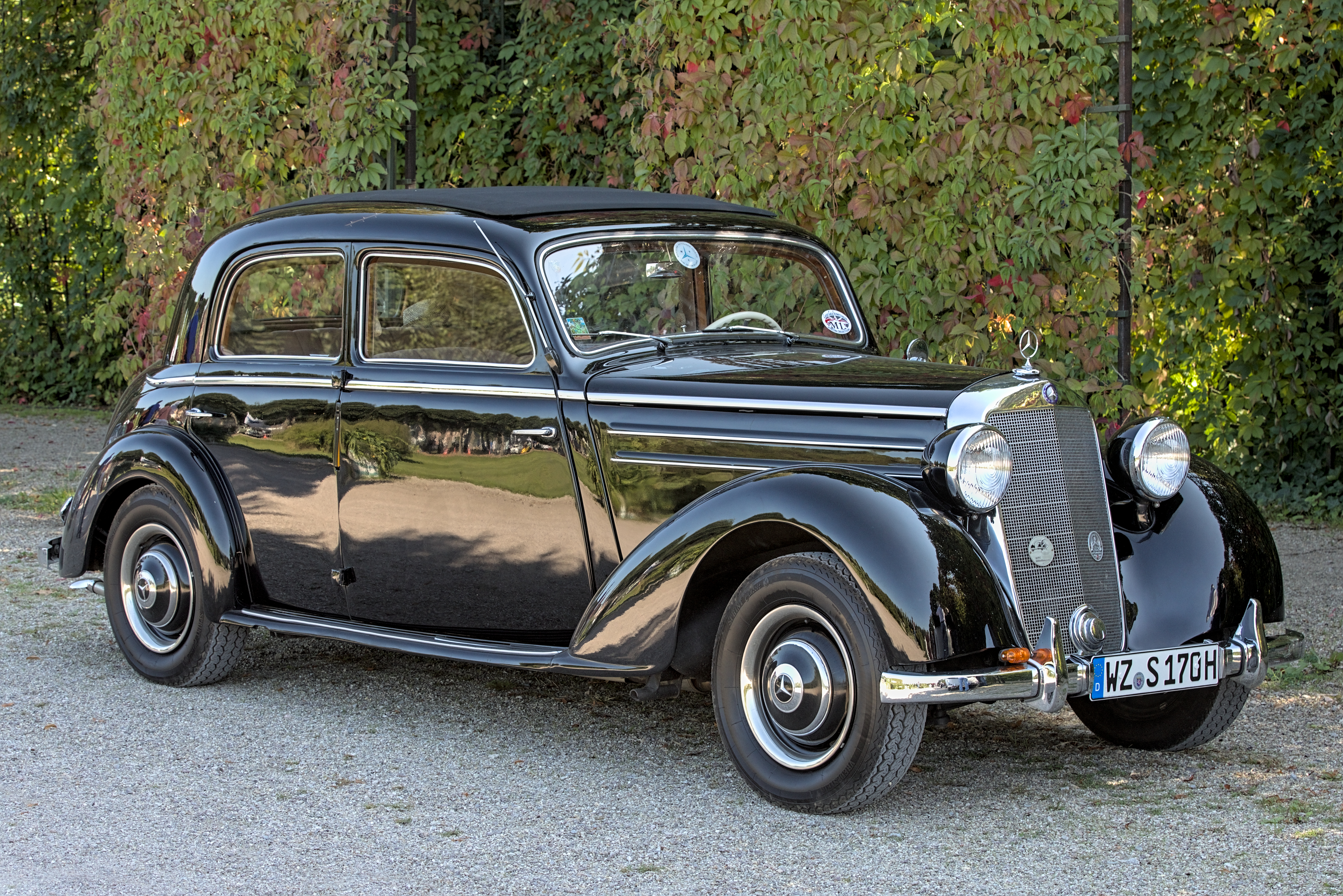
Mercedes-Benz 170 S

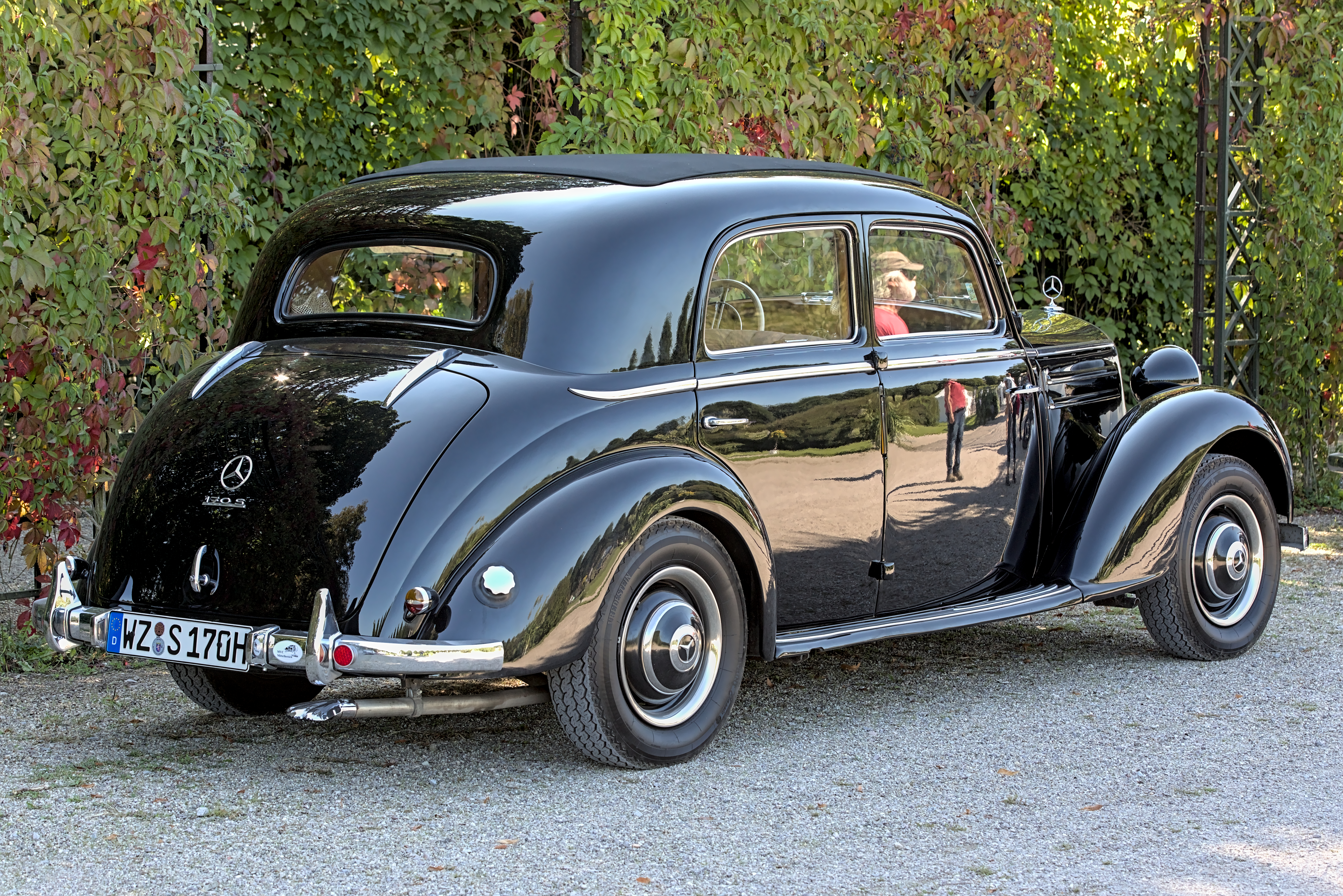
Mercedes-Benz 170 S, vue arrière

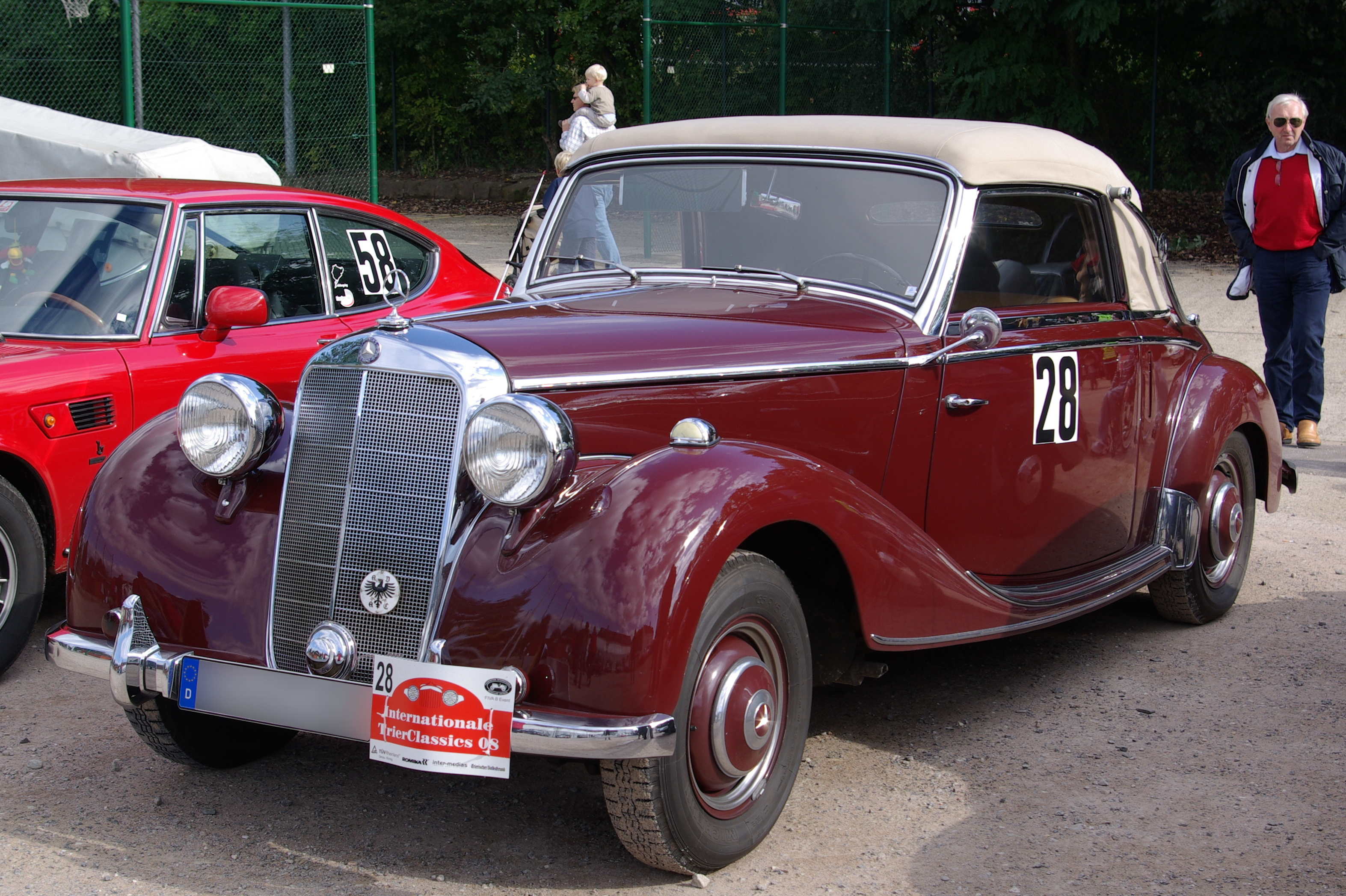
Mercedes-Benz 170 S cabriolet A (1951)

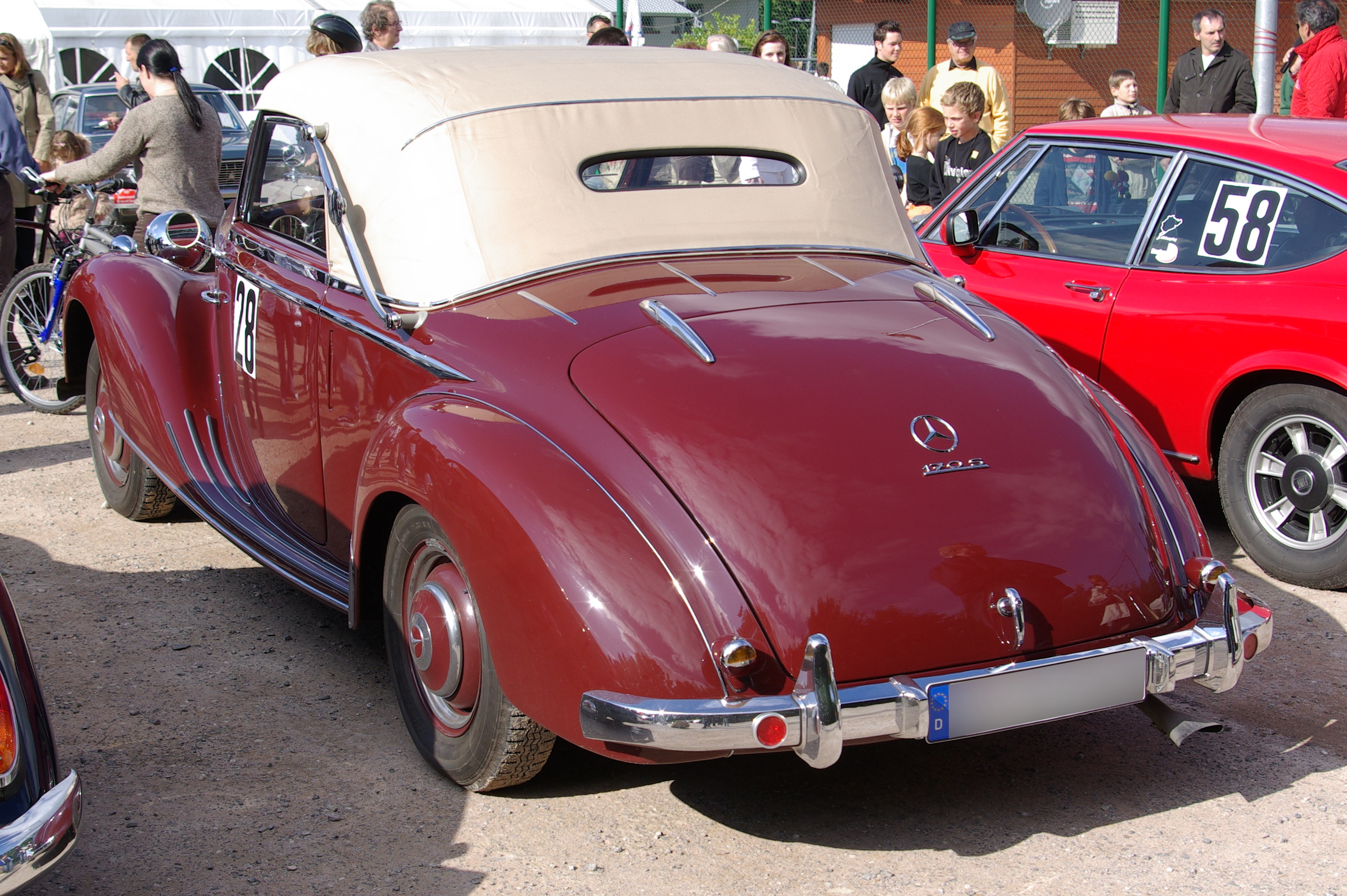
Mercedes-Benz 170 S cabriolet A, vue arrière

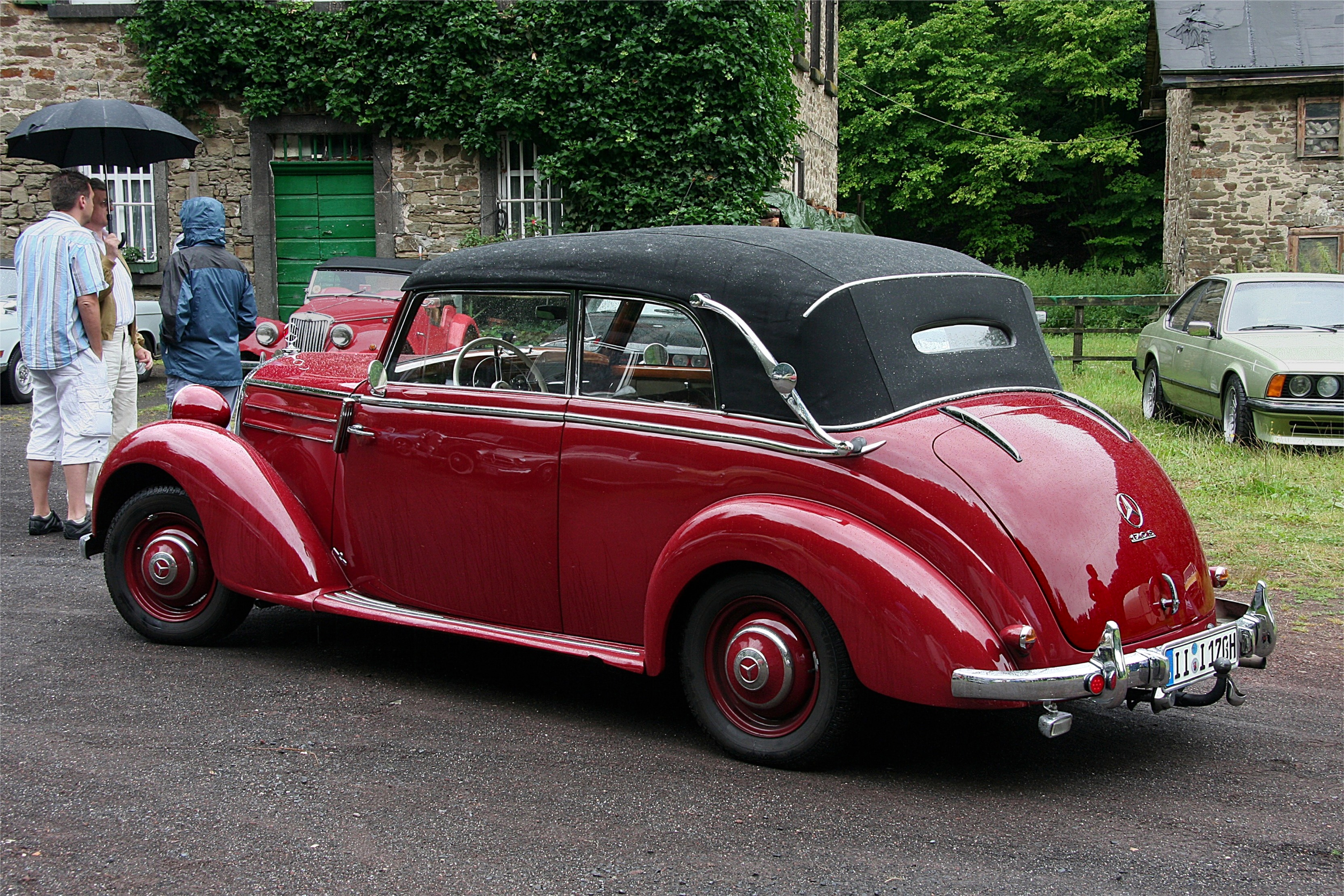
Mercedes-Benz 170 S cabriolet B (1950)

La Mercedes-Benz 170 S est plus longue de 170 mm, plus large de 104 mm et mieux équipée que la 170 V. Le moteur, de plus grande cylindrée (1 767 cm³), développe 52 ch (38 kW) au lieu de 1 697 cm³ avec 38 ch (28 kW), ce qui permet une vitesse de pointe de 120 km/h. La suspension avant est également différente : doubles triangles avec ressorts hélicoïdaux et non plus doubles ressorts à lames transversaux.
Ce modèle, disponible en berline, cabriolet A et cabriolet B, est le premier véhicule de Mercedes-Benz à recevoir la désignation «S» ; il était souvent utilisé comme véhicule de fonction. La 170 S est une 230 (W 153), construite jusqu’en 1943, modifiée. Le modèle successeur, la 170 VX, était en développement depuis 1938 et 12 véhicules d’essai ont été achevés en 1941. Elles ont toutes les caractéristiques de la voiture de série ultérieure. Fin 1943, un dernier prototype de 170 S est présenté, mais en raison de la guerre, n’est pas produit.

## Modèle 170 Sb
En 1952, la Mercedes-Benz 170 Sb remplace la 170 S. La désignation interne est désormais W 191. Les deux modèles cabriolet ne sont plus disponibles car ces variantes de carrosserie sont désormais intégrées à la gamme Mercedes-Benz 220 (W 187). Le levier de vitesses central cède la place à un levier de vitesses au volant ; le bouton de démarrage prend place sur le tableau de bord, l’arbre à cames est entraîné par chaîne et le chauffage amélioré.

## Modèle 170 DS

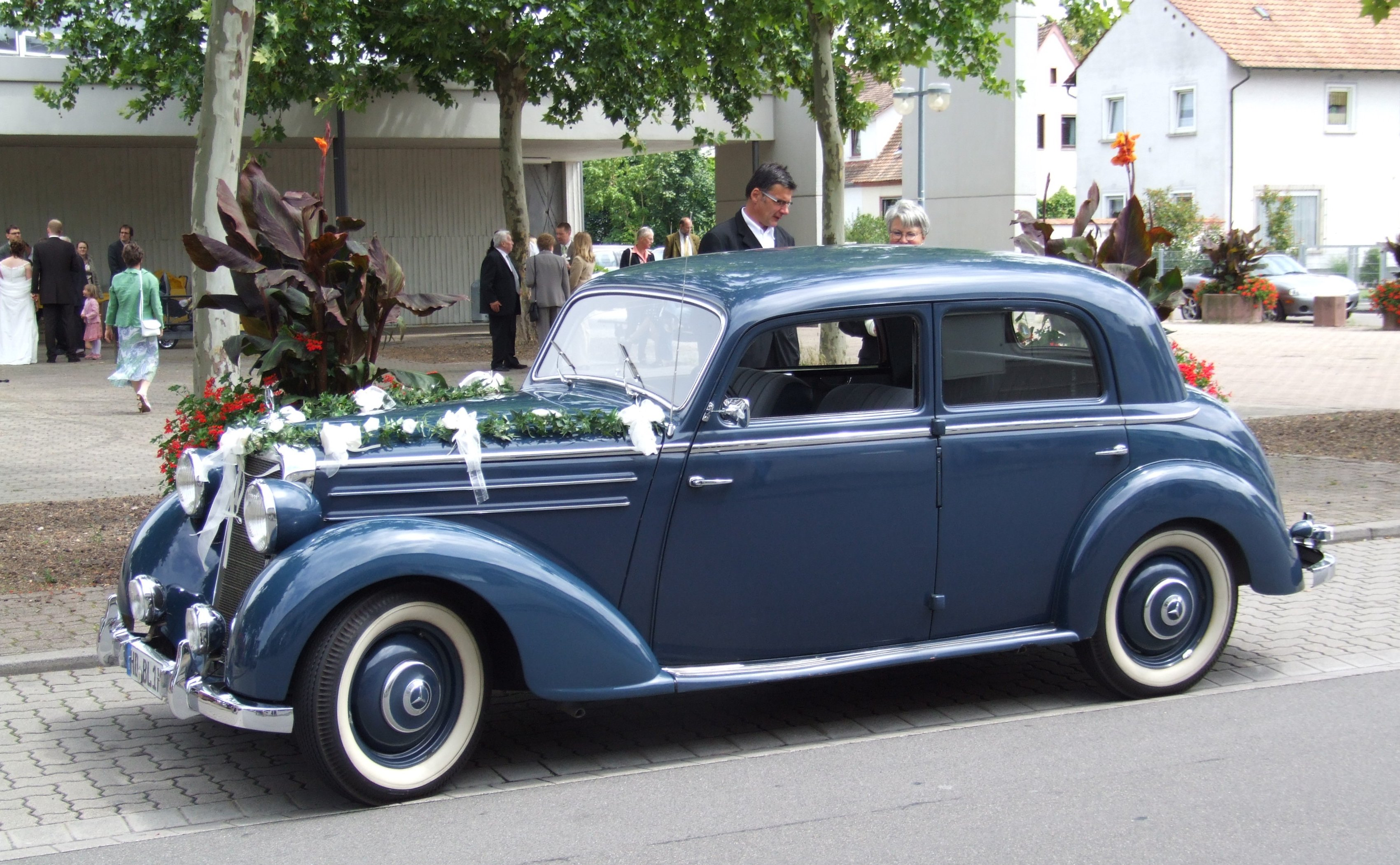
Mercedes-Benz 170 DS, modèle de 1953 en tant que voiture de mariage en juin 2007

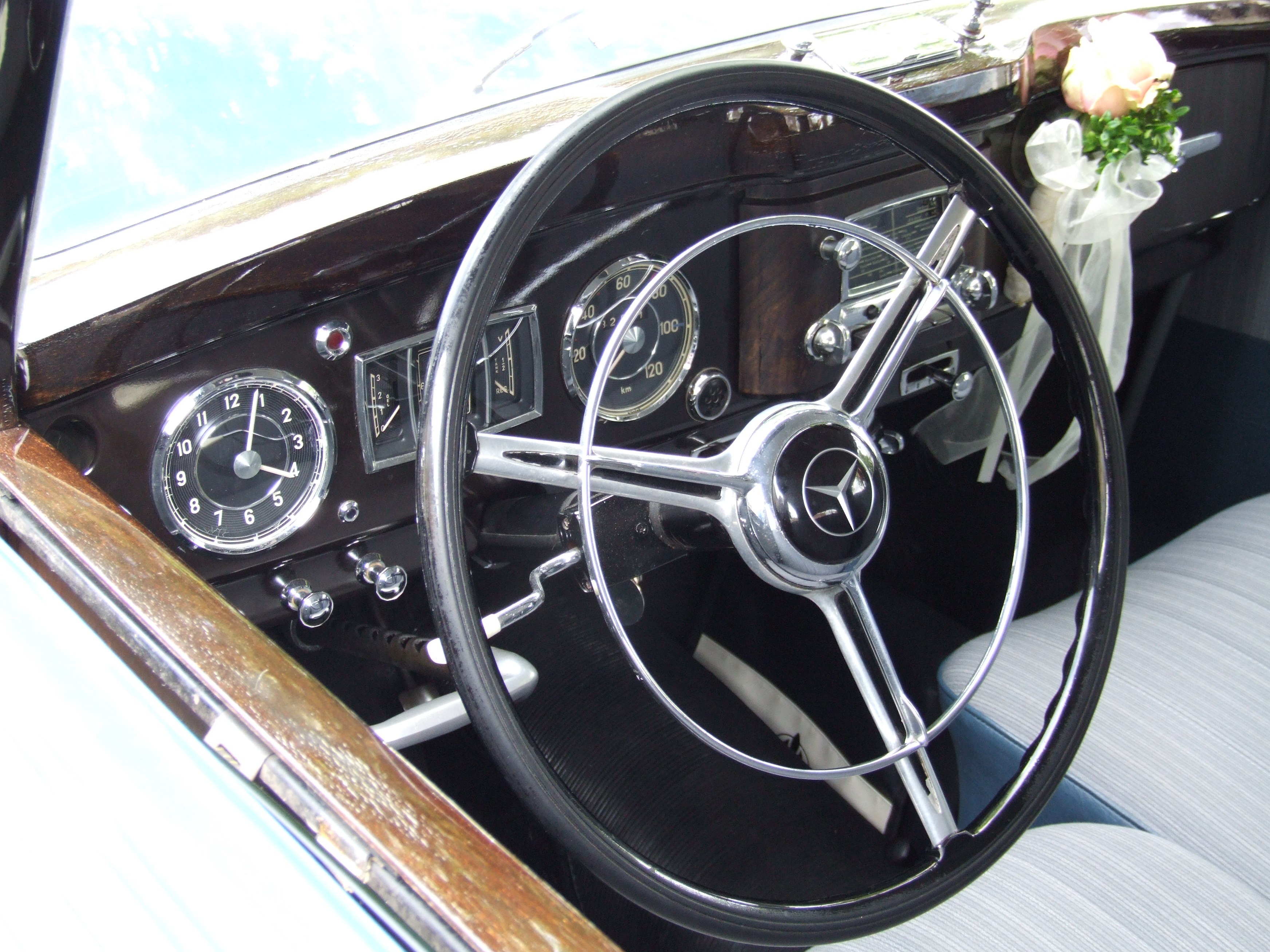
Tableau de bord de la Mercedes-Benz 170 DS

Dans le même temps, le modèle essence est accompagné du modèle diesel correspondant, la Mercedes-Benz 170 DS avec le numéro interne W 191 D. Elle reçoit le moteur OM 636 de 1 767 cm³ et 40 ch (29 kW) du modèle 170 D. Les performances de conduite sont du même niveau (vitesse maximale de 100 km/h) que celles de la plus petite voiture. La 170 DS a été construite de janvier 1952 à août 1953 à 12 985 exemplaires.

## Modèles 170 S-V et 170 S-D
Avec l’apparition de la nouvelle Mercedes 180 ponton en 1953, les modèles S, désormais dépassés, sont proposés à des prix nettement inférieurs. Les carrosseries volumineuses de la S sont montées sur le châssis des modèles 170 V et 170 D. Le moteur essence perd 7 ch et n’autorise qu’une vitesse de pointe de 116 km/h. Les nouveaux modèles Mercedes-Benz 170 S-V et Mercedes-Benz 170 S-D sont respectivement appelés en interne W 136 VIII et W 136 VIII D. Dans tous les cas, les acheteurs potentiels mieux lotis se tournent vers le modèle 220, disponible depuis 1951. La gamme W 191 est abandonnée en 1955 sans successeur.

## Période et chiffres de production
|                           | 170 S           | 170 S cab. A     | 170 S cab. B     | 170 Sb          | 170 DS          | 70 S-V          | 170 S-D         |
| ------------------------- | --------------- | ---------------- | ---------------- | --------------- | --------------- | --------------- | --------------- |
| Période de construction   | 5/1949 – 2/1952 | 5/1949 – 11/1951 | 5/1949 – 11/1951 | 1/1952 – 8/1953 | 1/1952 – 8/1953 | 7/1953 – 2/1955 | 7/1953 - 9/1955 |
| Chiffre de ventes/châssis | 28708/56        | 830              | 1603             | 8080/14         | 12857/128       | 3002/120        | 11800/3087      |